# Wer wenn nicht wir
Wer wenn nicht wir ist der erste Kinospielfilm des Theater- und Filmregisseurs Andres Veiel. Er beleuchtet die Vorgeschichte der RAF am Beispiel einer Haupt- und einer Randfigur, die fast ein Jahrzehnt lang ein Paar waren: Gudrun Ensslin und Bernward Vesper. Das Material, auf dem der Film im Wesentlichen basiert, speist sich aus Veiels langjährigen Recherchen zum Thema, Interviews mit Zeitzeugen, aber auch aus Gerd Koenens Studie Vesper, Ensslin, Baader. Urszenen des deutschen Terrorismus.
Mit Lena Lauzemis und August Diehl in den Hauptrollen, sowie Alexander Fehling als Andreas Baader, lief Wer wenn nicht wir 2011 als Berlinale-Wettbewerbsfilm und kam im gleichen Jahr in die deutschen Kinos. Die Kritik reagierte auf Veiels Spielfilmdebüt zurückhaltender als auf einige seiner vorausgegangenen Arbeiten, wie die thematisch verwandten, aber künstlerisch unkonventionelleren Dokumentarfilme Black Box BRD oder Der Kick.

## Handlung
Die Protagonisten des Films, Bernward Vesper und Gudrun Ensslin, lernen sich 1961 in Tübingen als Germanistik-Studenten kennen. Sie will Lehrerin werden, er fühlt sich zum Dichter berufen. Bernwards knapp 60 Jahre älterer, autoritärer Vater, der völkische Schriftsteller und Antisemit Will Vesper, hat seinem Sohn das Versprechen abgenommen, dafür zu sorgen, dass seine Werke neuaufgelegt werden. Mit dieser Zielsetzung und Gudrun als Mitarbeiterin, gründet Bernward einen kleinen Verlag und bezieht mit ihr eine gemeinsame Wohnung. Schnell wird aus ihrer Geschäftsbeziehung ein Verhältnis, zeitweilig sogar eine Ménage-à-trois mit einer Freundin. Ihre Verlagsidee trägt vorerst keine Früchte; um aus den roten Zahlen zu kommen, scheuen sie auch nicht davor zurück, sich rechtsnationalen Blättern anzubiedern. Die Kritik ihres Vaters, des liberal gesinnten evangelischen Pfarrers Helmut Ensslin, kontert Gudrun mit dem Vorwurf, er habe sich in der NS-Zeit mehr schuldig gemacht als Bernwards Vater: Jener sei „nur“ verblendet gewesen, er aber habe „es besser gewusst“ und trotzdem „mitgemacht“. Intellektuell gewinnt Gudrun rasch an Profil und Sicherheit, emotional wirkt sie instabil. Mitunter zwingt sie sich, etwas zu tolerieren, was sie eigentlich ablehnt, wie zum Beispiel Bernwards Seitensprünge. Ihre Selbstüberforderung führt zu einem Suizidversuch. Bernward taucht gerade noch rechtzeitig auf, und beide beschließen einen gemeinsamen Neuanfang in West-Berlin.
Dort erhält Gudrun den Zuschlag für eine Doktorandenstelle; Thema ihrer Dissertation ist Hans Henny Jahnn – eigentlich Bernwards „Entdeckung“ und Domäne. In der Folgezeit kommt weder ihre Forschungsarbeit voran noch ihre gemeinsame verlegerische Tätigkeit. Das Universitätsleben politisiert sich, beide lassen sich anstecken und schließen sich einer SPD-Gruppe an. Gudrun fasst erneut schneller Fuß und lässt Bernward fühlen, dass sie ihren Weg auch ohne ihn weitergehen würde. Als er auch noch erfährt, dass er sein Leben keineswegs dem Wunsch seines (inzwischen verstorbenen) Vaters, sondern der NS-Ideologie des „Führers“ Kinder zu gebären verdankt, unternimmt er einen Selbstmordversuch. Seine Mutter rettet ihn, doch erst die Ankunft Gudruns führt ihn aus der Krise und beide zu dem Entschluss, sich zu verloben. Zwei Jahre danach, 1967, wird ihr gemeinsamer Sohn Felix geboren. Kurz darauf jedoch kommt es binnen kürzester Zeit zu zwei Ereignissen, durch die sich Gudrun weiter – und, wie es scheint, endgültig – radikalisiert: der Schah-Besuch, dessen Gewalteskalation sie auf der Straße miterlebt, und die Begegnung mit Andreas Baader.
Baader imponiert ihr als Tatmensch mit machohafter, arroganter, antiintellektueller Attitüde. Unversehens landet sie mit ihm im Bett; gegenüber Bernward rechtfertigt sie sich, dass sie es ihm damit nur gleichtut. Nur einmal noch agiert sie mit ihm gemeinsam, indem sie Reden des Black Panther-Kämpfers Stokely Carmichael übersetzt, die Bernward verlegt; bei der Präsentation auf der Frankfurter Buchmesse jedoch mischt sie sich in ein Interview mit ihm ein, auf Konfrontation gebürstet, während er den pragmatischen Ausgleich sucht. Als sie sich schließlich von ihrer „Scheiß-Kleinfamilie“ (Baader) lossagt, tut sie das nicht ohne Skrupel, aber in dem Glauben an eine Art „Auftrag“. Der Maxime „Reden ohne Handeln geht nicht“ folgend, wird sie von da an zur Akteurin der Zeitgeschichte: Kaufhausbrandstiftung, Prozess, Flucht in den Untergrund, gewaltsame Befreiung des verhafteten Baader. Bernward seinerseits kämpft um sie: verteidigt sie vor Gericht, schreibt ihr Briefe ins Gefängnis, besucht sie dort – vergeblich. Vergeblich auch sein Versuch, allein zu bewältigen, was ihm schon mit ihr an der Seite kaum gelang: für Felix angemessen zu sorgen, als Verleger Erfolg zu haben, als Schriftsteller Anerkennung zu finden. Drogen tun ihr Übriges, um ihn in einen Zustand zu versetzen, der schließlich dazu führt, dass er in die Psychiatrie eingewiesen wird, während Felix in die Obhut einer Bekannten kommt. – Über das, was nachfolgt und historisch verbrieft ist (RAF, Stammheim, Selbstmord beider, Bernwards postumer Erfolg als Schriftsteller, Felix’ Aufnahme durch eine Pflegefamilie), informieren einige wenige Sätze im Abspann.

## Analyse

### Herkunft
„Die vielen anderen RAF-Filme“, so Drehbuchautor und Regisseur Andres Veiel, „fangen in der Regel alle mit den Schüssen auf Benno Ohnesorg am 2. Juni 1967 an.“ Der damit verbundenen Einladung zu vereinfachtem Denken, durch Bildung von „Kausalketten“, wollte er entgehen. Er wollte tiefer vordringen in das „Ursachengestrüpp“, zeitlich weiter zurück – in „die frühen Jahre“. Folgerichtig wirft er einen Blick in die Elternhäuser. Die Vespers und Ensslins, wie er sie zeigt, haben bei aller Verschiedenheit mindestens zweierlei gemeinsam: die klassische Verteilung der Geschlechterrollen (dominante Väter, devote Mütter) und die noch unaufgearbeitete NS-Vergangenheit dieser Väter. Dass die Verweigerung gerade bei dem Vater ungleich größer ausfällt, dessen Schuld ungleich größer war (Vesper), ist dabei nur das eine. Wichtiger noch ist, zu sehen, dass seine Haltung nicht etwa zur Folge hat, dass aus dem Sohn ein Rebell wird. Warum, ist ein „Ursachengestrüpp“ für sich. Bernward kostet es Jahre (im Grunde sein Leben) und schwere innere Kämpfe, um wenigstens kritische Distanz zu schaffen, womit er sich einreiht unter die für Veiel typischen „Vaterkinder, die noch in der Ablehnung die totalitären Strukturen [ihrer] Väter reproduziert haben bis zur Selbstzerstörung“.
Ein solches „Vaterkind“ ist Gudrun nicht. Dafür ist sie zu extrovertiert. Widerspruch wird aber bei ihr väterlicherseits auch geduldet. Zudem wird angedeutet, dass sich die Ensslins in den 1960er Jahren der Welt öffnen. Bei Bernwards Antrittsbesuch noch alles andere als frei und unbefangen, ermöglichen sie drei Jahre später eine ausgelassene Verlobungsfeier mit einer Rock'n'Roll-Band. Und weitere zwei Jahre danach traut sich die als Kindermädchen nach Berlin beorderte jüngere Schwester, den Eltern am Telefon zu vermelden, Gudrun sei verhindert, weil sie gerade „fickt“, und zwar mit einem Anderen. Der Film legt also durchaus nahe, dass es, entgegen der Erwartung, „Kinder aus relativ liberalem Hause waren, die den Widerstand gegen die Elterngeneration extremistisch ausformulierten“. Zudem führt er am Beispiel der Ensslins vor, dass die Tochter das Verhalten ihres Vaters zur NS-Zeit auch ganz anders hätte beurteilen können.

### Alternativen
Allein durch die Tatsache, dass derjenige Protagonist, der die gewichtigeren Gründe hätte, gerade nicht zum Täter wird, zeigt der Film exemplarisch, dass es bei der persönlichen Entscheidung für oder gegen die RAF und deren Ziele keine einfachen „Kausalketten“ gab. Auch Gudrun hat, wie mehrfach angedeutet, Alternativen. So weiß sie, dass ihr Vater sich gegenüber dem NS-Regime in Distanz, wenn nicht gar im Widerstand befand und dass er sich später nur deshalb freiwillig zum Wehrdienst meldete, um die Familie zu schützen. Sie hätte also gute Gründe, auf ihren Vater sogar stolz zu sein. Stattdessen wirft sie ihm vor, trotz besseren Wissens das System mitgetragen zu haben. Als sie dies, vielleicht schon mehr aus Überzeugung als Streitlust, in voller Schärfe äußert, erwidert er in vollem Ernst: „Du kannst es doch besser machen!“
Auch später noch, als sie sich zunehmend radikalisiert, gibt es immer wieder Momente, in denen man, wie Verena Lueken und Martina Knoben unisono anmerken, als Zuschauer spürt, „es hätte auch anders kommen können“. Lueken hebt die Szene, in der Gudrun Mann und Kind verlässt, hervor als eine, die sie überzeugt durch die Nähe zu den Figuren und die den Eindruck vermittle, Gudrun hätte sich vielleicht anders entschieden, hätte Bernward nur ein wenig mehr Widerstand geleistet. Eine weitere Alternative eröffnet sich der in U-Haft befindlichen Gudrun, als ihr die Anstaltsleiterin den „Marsch durch die Institutionen“ nahelegt – ganz ähnlich wie dies ihre Schwester Christiane Ensslin in dem 30 Jahre früher entstandenen Spielfilm Die bleierne Zeit tut, die im Kontrast zu ihr eben diesen Weg wählt. Martina Knoben beurteilt die Offenheit für Optionen, die der Film lasse, als das „immens Politische“ an ihm, und Verena Lueken bilanziert: „Möglicherweise werden wir nie erfahren, warum Gudrun Ensslin zur Terroristin wurde und Vesper und viele andere nicht.“

### Titel
Wiewohl an keiner Stelle wörtlich aufgegriffen, gibt es doch mehrere Szenen, die implizit auf den Filmtitel Wer wenn nicht wir Bezug nehmen – am deutlichsten wohl die, als Gudrun von der Demo gegen den Schah-Besuch zurückkommt, selbst verletzt, und in ihrer Empörung („Die schießen auf hilflose Leute“) ihre jüngere Schwester noch einmal mit dem konfrontiert, was sie für das Versäumnis ihres Vaters hält und sich auf keinen Fall einmal selbst vorwerfen lassen will: „Etwas erkennen und trotzdem nichts tun.“ Zumindest einmal deutet der Film dann an, dass sie das daraus folgende Gebot auch mit sinnstiftendem Inhalt zu füllen versucht: Als Baader angesichts der politischen Unruhen außerhalb Deutschlands zur Aktion drängt, will sie nicht einfach „weitermachen“ und sagt: „Lass es uns besser machen!“ Baader jedoch interessiert nur die Tat an sich: „Nach uns kommt sowieso nichts mehr.“ Als schließlich Bernward sie in der Haft besucht, spricht sie erstmals von einem „Auftrag“, konkret davon, dass sie beide „verschiedene Aufträge“ hätten, worauf er gegenfragt: „Wer hat dich denn beauftragt und zu was?“ Eine explizite Antwort darauf gibt der Film nicht, lässt allerdings auch keinen Zweifel daran, dass Ensslin in „Selbstermächtigung“ handelt. Im Raum stehen bleibt aber auch die Frage, die der Vorspann (im voll aufgeblühten Pilz einer Atombombenexplosion erscheint der Filmtitel) unausgesprochen an die Elterngeneration richtet: Warum nicht ihr?

## Entstehung
„Inspiration und Vorlage“ für das Drehbuch war Gerd Koenens Studie Vesper, Ensslin, Baader. Urszenen des deutschen Terrorismus. Veiel konnte zudem auf umfangreiches eigenes Material zurückgreifen, das er über Jahrzehnte hinweg gesammelt hatte, seit er als 15-Jähriger Augenzeuge der Stammheim-Prozesse wurde. In Vorbereitung auf den Film führte er außerdem Interviews mit ca. 40 (sehr unterschiedlichen) Zeitzeugen, von denen viele zuvor noch nicht befragt worden waren. Die meisten, so Veiel, hätte er allerdings nicht bewegen können, vor einer Kamera aufzutreten. Das sei auch einer der Gründe gewesen, warum er Wer wenn nicht wir nicht als Dokumentar-, sondern als Spielfilm realisiert habe. Die 3-stündige Erstfassung des Films wurde von ihm schlussendlich um rund ein Drittel gekürzt.
Im Zusammenhang mit dem für ihn neuen Genre äußerte sich Veiel auch zum Begriff „Wirklichkeit“. Sie ändere sich, meint er, nicht nur abhängig vom Subjekt, sondern auch vom Lebensalter. Die filmische Wirklichkeit, die er zeige, setze sich zusammen aus einer „Rekonstruktion von Menschen, die sich erinnern“. Und Erinnerung sei Fiktion. Indem er aus den „vielen Materialien“ auswähle, entscheide er sich dann für eine bestimmte Lesart. Er würde sich aber, trotz langjähriger Beschäftigung mit dem Thema, nie anmaßen zu sagen, „das sei jetzt die letzte und einzig gültige Lesart“.

## Kritik
„Wer, wenn nicht er“, formuliert Carolin Ströbele pointiert die Erwartung an den Regisseur von Black Box BRD, an „den Psychologen unter den deutschen Filmemachern“, der nicht nur wissen wolle, „warum Menschen etwas tun, sondern, was mit ihnen geschehen sein muss, damit sie es tun“. Sie attestiert Veiel, vieles richtig gemacht zu haben – so, dass er mit Bernward Vesper eine Randfigur der RAF in den Mittelpunkt rücke und dass er ihn und Gudrun Ensslin als zwei Menschen zeige, die beide nicht wüssten, „wer sie sein sollen“, und glaubten, „das Leben ihrer Eltern zur Vollendung bringen zu müssen“. Peter Schneider hebt hervor, Veiel habe „wie kein anderer vor ihm“ und „ohne jede Spekulation auf den Action-Bonus“ die Vorgeschichte der 1968er Bewegung und der RAF erzählt. Uneingeschränkte Bewunderung zollt er der Leistung der Schauspieler: „Lena Lauzemis als die erst anrührende, dann zusehends schrille und fanatisierte Schlüsselfigur des Trios, Alexander Fehling als mal sympathischer, mal widerlicher Draufgänger und Schläger, August Diehl als verirrter Bürgersohn, der die blaue Blume sucht und den ganzen Film trägt.“
Auch Martina Knoben lobt die Hauptdarsteller für ihre „enorm lebendige und vielschichtige“ Figurenzeichnung, lenkt aber das Augenmerk mehr auf besonders gelungene Einzelszenen und konstatiert, „am schönsten“ sei der Film gerade dort, wo er „gar keinem Plan, keiner historisch verbrieften Erzählung“ folge, woraus sie den „selten geäußerten Einwand“ ableitet, sie hätte sich den Film länger gewünscht. Deutlich kritischer sieht Christian Buß diesen Aspekt, wenn er meint, Veiel habe das „Ursachengestrüpp“, von dem er selbst spreche, „kräftig zurechtgestutzt“; konkret missfällt ihm, dass der „wagemutige Dokumentarfilmer“ bei seinem „erstaunlich konventionellen“ Spielfilmdebüt „sämtliche Wendepunkte des Politdramas alleine nach der Logik des Erotikdramas organisiert“ habe. In Sachen Erotik/Sex, meint Verena Lueken, biete der Film durchaus eine neue Sicht an: Abweichend von der bisherigen Lesart („Hörigkeit gegenüber Baader“), sei Ensslin hier getrieben von „Neugierde auf eine härtere Gangart“. Dem widerspricht Peter Schneider dezidiert: Die Sexszenen seien zwar „mit großer Diskretion inszeniert“, wirkten aber alle gleich; wenn Ensslin mit Baader schläft, sehe das so aus wie vorher mit Vesper, weshalb man nicht verstehe, warum sie den einen für den anderen verlässt.
Ausdrückliches Lob hingegen spendet er dem Regisseur für die „Genauigkeit und Geduld“, mit der er die „ästhetische Wüste“, in der seine Protagonisten aufwachsen, filmisch einfange: „das Bräunliche, Gelbliche, Geblümte der Tapeten und Vorhänge, die dunklen Möbel und Schränke, das Eckige, Verklemmte, Freudlose der Wohnungen und ihrer Bewohner, die gelähmten Gespräche am Mittagstisch.“ Leider, so Schneider, habe dieser Vorzug eine Kehrseite. Er vermisse in Wer wenn nicht wir die „Außenwelt“ und mit ihr „Freiheit, Phantasie und Leichtsinn“; der Film spiele sich fast ausschließlich in Wohnungen ab, sei „als ein Kammerspiel organisiert“. Für Carolin Ströbele hinwiederum ist der Film nicht Kammerspiel genug. Zwar habe Veiel die „Bilderschwülstigkeit“ von Baader Meinhof Komplex vermieden und decke viele bislang wenig bekannte Details der RAF-Geschichte auf, tappe aber letztlich doch in die „Falle“ eines typischen Biopic. Die eingestreuten „Schwarz-Weiß-Dokumentarschnipsel“ beispielsweise seien sattsam bekannt und stünden Veiels „Versuch, beim Zuschauer neue, eigene Bilder zu erwecken“, entgegen. Ströbele resümiert, dass die „klassische Erzählung“ bei einem Thema wie der RAF wohl versage und stellt indirekt die Frage nach einer Alternative, indem sie daran erinnert, dass Veiel selbst in Der Kick mit dem „Mittel der extremen Abstraktion“ ein „beklemmendes Kammerstück“ und „großes Kino“ zugleich gelungen sei.

## Auszeichnungen
Der Film gewann auf der Berlinale 2011 den Alfred-Bauer-Preis und den Preis der Gilde deutscher Filmkunsttheater. Im selben Jahr folgten fünf Nominierungen für den Deutschen Filmpreis (Bester Film, Bester Hauptdarsteller – August Diehl, Beste Hauptdarstellerin – Lena Lauzemis, Bester Schnitt, Bestes Szenenbild  – Christian M. Goldbeck). In der Kategorie wurde die Produktion mit dem Filmpreis in Bronze ausgezeichnet. Außerdem erhielt Andres Veiel in der Kategorie Spielfilm den Hessischen Filmpreis 2011.
2012 wurde die von Suzanne Vogdt gesprochene Audiodeskription mit dem deutschen Hörfilmpreis in der Kategorie Kinofilm ausgezeichnet.
Die Deutsche Film- und Medienbewertung (FBW) verlieh dem Film das Prädikat „besonders wertvoll“.